# 兵庫県道206号法華山線
兵庫県道206号法華山線（ひょうごけんどう206ごう ほっけさんせん）は、兵庫県加西市を通る一般県道である。

## 概要
加西市坂本町から加西市三口町に至る。

### 路線データ
- 起点：加西市坂本町（法華山、兵庫県道717号一乗寺法華口線起点）
- 終点：加西市三口町（三口西交差点、国道372号交点）
- 総延長：約2.794 km

## 路線状況

### 道路施設

#### 橋梁
- 法華橋（善防川、加西市）

## 地理

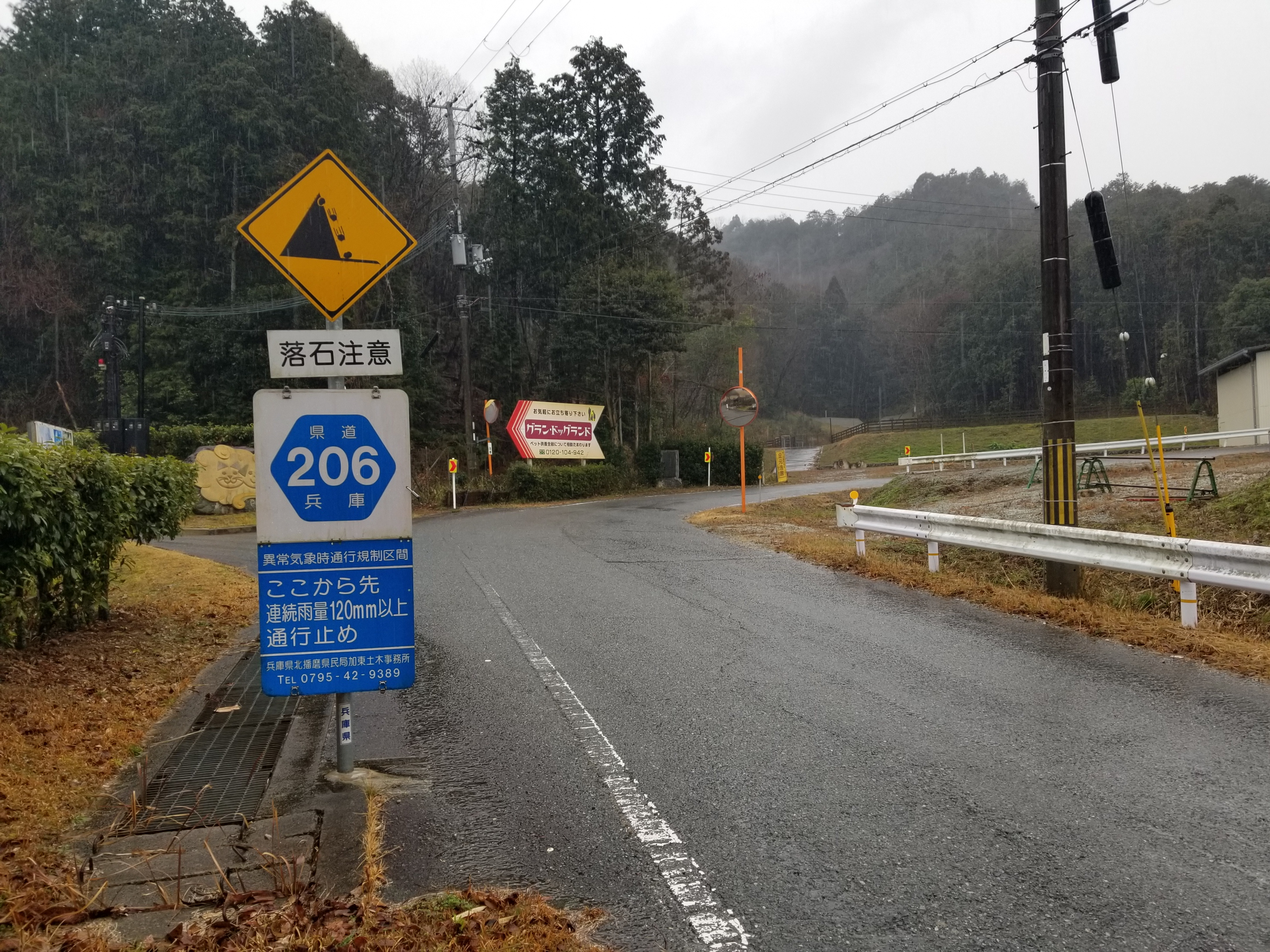
坂本の集落から一乗寺に上がる道は異常気象時通行規制区間に指定されている。

### 通過する自治体
- 加西市

### 交差する道路
| 交差する道路                | 交差する場所 | 交差する場所        |
| --------------------------- | ------------ | ------------------- |
| 兵庫県道717号一乗寺法華口線 | 坂本町       | 起点                |
| 国道372号                   | 三口町       | 三口西交差点 / 終点 |

### 沿線
- 法華山一乗寺